# Kustaa Hiekkas lässtuga
Kustaa Hiekkas lässtuga (finska: Kustaa Hiekan lukutupa) är en tidigare biblioteksbyggnad i Letala i det finländska landskapet Egentliga Finland. Byggnaden uppfördes år 1937 efter arkitekten Heikki Enkos ritningar och är belägen bredvid den medeltida Letala S:t Mikaels kyrka.

## Historia
Kustaa Hiekkas lässtuga var det första biblioteket som byggdes på en landsort i Finland. Byggnaden är uppkallad efter industrirådet Kustaa Hiekka, som finansierade byggandet av biblioteket. Letala stadsbibliotek huserade i huset fram till 2006, då den nya biblioteksbyggnaden färdigställdes. Framför läsrummet finns Kustaa Hiekkas staty, som har designats av Yrjö Liipola. Statyn avtäcktes 1938.
Numera är byggnaden ett kulturhus. Bland annat Nystadstraktens musikinstitut (Vakka-Suomen musiikkiopisto) och Letala folkhögskola (Laitilan kansalaisopisto) använder byggnaden för sin verksamhet. Dessutom arrangeras olika typer av utställningar i huset.